# Arts mécaniques

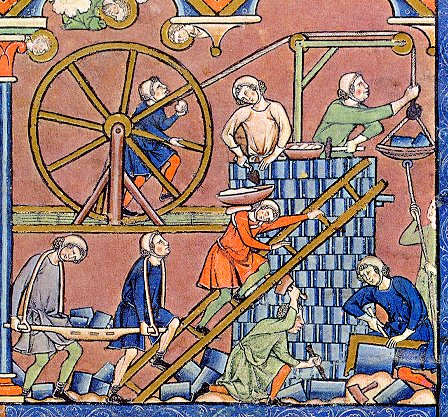
Un haut site de la construction médiévale. Extrait de la Bible de Maciejowski.

Les arts mécaniques, en latin artes mechanicæ, représentent les branches de la science pratique, à l'imitation de la nature selon la tradition antique. Il s'agit d'abord concrètement d'un ensemble d'applications techniques mises en œuvre sur les chantiers, par ailleurs surveillées par les autorités religieuses et temporelles, mais surtout pour le monde des clercs ou savants lettrés, de disciplines techniques admises progressivement et enseignées sous leur contrôle, au Moyen Âge, de façon à pouvoir surveiller leurs évolutions.

## Les sept arts
Une tradition cléricale du Moyen Âge définit ces « arts mécaniques», par opposition analogique avec les sept arts libéraux, et les distinguent de la même façon en sept branches.
Au IXe siècle, Jean Scot Érigène, le premier, utilise l'expression « arts mécaniques » dans son commentaire de Martianus Capella, sans toutefois les énumérer.

Vers 1125, Hugues de Saint-Victor présente une liste plus précise :

« Les sept arts mécaniques comprennent : la fabrication de la laine, l'armement, la navigation, l'agriculture, la chasse, la médecine et le théâtre. Parmi ceux-ci trois sont externes à la nature, puisqu'ils protègent celle-ci des préjudices, tandis que quatre sont internes, afin qu'elle se nourrisse, alimentée et entretenue »

Il ne faut pourtant pas s'arrêter à cette présentation didactique trop sommaire ou source de méprise si le lexique est compris dans un sens moderne, restreint. Dans l'esprit de l'école cathédrale de Chartres, l'art de la laine ou lanificium couvre la noble filière lainière, de la tonte des moutons à la draperie en passant par le travail de la laine, et cette catégorie générique englobe évidemment par allusion l'art textile à partir de fibres diverses, les apprêts textiles, la teinture, la tannerie, la fabrique de velin à partir de peaux fines ou de papier à partir de tissus usagés... Le terme latin "armatura" désigne aussi et surtout la "construction" au sens large, incluant l'art de la charpente, l'architecture ou l'art de la construction de maisons et des navires, la fabrication d'outils ou d'ustensiles les plus divers, y compris l'armement technique des navires ou les objets domestiques les plus communs en pierre, bois, cordes, métaux ou céramiques. Le mot "navigatio" est emblématique du transport commercial le plus aisé, la navigation fluviale ou maritime, sur lacs ou plans d'eau éphémères, il englobe le déplacement au sens large des marchandises et denrées diverses, et donc les charrois et le commerce avec les nécessaires équipements ou moyens de pontage, portage, débardage et roulage. L'agriculture, outre la gamme extraordinairement variée des productions végétales et animales via les cultures et les élevages, y compris les ressources piscicoles (gestion des étangs) ou sylvicoles (cueillettes, bois), les carrières et l'extraction minière, débouche sur la gestion des domaines, des biens fonciers et des terres en général, donc a un rapport étroit avec l'économie et l'investissement rentable ou rentier, bien au-delà des moyens de subsistances ou de l'art culinaire induit que la définition n'aborde qu'en conséquence tacite. La chasse ou « venatio », outre l'art de la vénerie et de la venaison essentiellement de gibiers à plumes, est aussi l'art de gérer et sélectionner le gibier des vastes foresteries ou des modestes breuils de la noblesse, ainsi que des techniques annexes comme la pelleterie ou l'élevage de chiens de chasse qui se nourrissent surtout de gibier à poils. La médecine englobe l'art médical avec la préparation des remèdes traditionnels à base de plantes ou de minéraux, et en un sens la pharmacie qui est déjà une science affirmée dans le sud de l'Europe au XIe siècle. Enfin, le théâtre ne se limite aux représentations ou aux jeux scéniques, mais couvrent les arts de la scène et les effets d'artifices et d'illusions les plus variés, y compris la « magie blanche ».
Influencé par ses lectures des érudits arabes, le traducteur Dominique Gundissalvi définit les arts mécaniques comme étant de la géométrie appliquée[réf. nécessaire].
La notion est ensuite reprise au XIIIe siècle, dans une conception plus négative marquée par la théologie par Bonaventure, Robert Kilwardby ou encore Thomas d'Aquin. D'autres auteurs médiévaux font preuve d'une vision plus favorable, en particulier Roger Bacon ou Raymond Lulle.

### Sources
- Jean Scot Érigène, Annotationes in Marcianum, 170, 14 (éd. Cora Lutz, Cambridge Massachusetts, 1939, 86, 96-97)
- Hugues de Saint-Victor, Didascalicon, II, 20-26 (Patrologie Latine 176, col. 760-763)

### Études
- Guy H. Allard et Serge Lusignan (éd.), Les Arts mécaniques au Moyen Âge, Cahiers d’études médiévales, n° VII, Montréal/Paris, Bellarmin/Vrin, 1982
- Elspeth Whitney, Paradise Restored: the Mechanical Arts from Antiquity through the Thirteenth Century, American Philosophical Society, 1990

### Articles
- Steven A. Walton, « An Introduction to the Mechanical Arts in the Middle Ages », Association Villard de Honnecourt for Interdisciplinary Study of Medieval Technology, Science and Art University of Toronto, 2003 (consulté le 18 avril 2009)